# TP d'Or 1982
Els premis TP d'Or 1982 foren entregats el 14 de març de 1983 a l'hotel Scala Melià Castilla de Madrid en un acte presentat per Mari Cruz Soriano.
| Categoria                  | Programa                           | Persona                            | Resultat        |
| -------------------------- | ---------------------------------- | ---------------------------------- | --------------- |
| Actor                      | Ramón y Cajal                      | Adolfo Marsillach                  | Guanyador       |
| Actor                      | Los gozos y las sombras            | Eusebio Poncela                    | 2n classificat  |
| Actor                      | Ramón y Cajal                      | Fernando Fernán Gómez              | 3r classificat  |
| Actriu                     | Los gozos y las sombras            | Charo López                        | Guanyadora      |
| Actriu                     | Los gozos y las sombras            | Amparo Rivelles                    | 2a classificada |
| Actriu                     | Los gozos y las sombras            | Rosalía Dans                       | 3a classificada |
| Presentador                | Su turno                           | Jesús Hermida                      | Guanyador       |
| Presentador                | Estudio abierto                    | José María Íñigo                   | 2n classificat  |
| Presentador                | Otras cosas                        | Joaquín Prat                       | 3r classificat  |
| Presentadora               | Un, dos, tres... responda otra vez | Mayra Gómez Kemp                   | Guanyadora      |
| Presentadora               | Telediario                         | Rosa María Mateo Isasi             | 2a classificada |
| Presentadora               | Un mundo para ellos                | Adela Cantalapiedra                | 3a classificada |
| Personatge més popular     | Un, dos, tres... responda otra vez | Las hermanas Hurtado               | Guanyador       |
| Personatge més popular     | Un, dos, tres... responda otra vez | La Loli (Beatriz Carvajal)         | 2n classificat  |
| Personatge més popular     | Un, dos, tres... responda otra vez | Bigote Arrocet                     | 3r classificat  |
| Sèrie Nacional             | Los gozos y las sombras            | Los gozos y las sombras            | Guanyadora      |
| Sèrie Nacional             | Ramón y Cajal                      | Ramón y Cajal                      | 2n classificat  |
| Sèrie Nacional             | Juanita, la Larga                  | Juanita, la Larga                  | 3r classificat  |
| Sèrie Estrangera           | Dinastía                           | Dinastía                           | Guanyadora      |
| Sèrie Estrangera           | Dallas                             | Dallas                             | 2n classificat  |
| Sèrie Estrangera           | Arriba y abajo                     | Arriba y abajo                     | 3r classificat  |
| Informatius i d'actualitat | Informe semanal                    | Informe semanal                    | Guanyadora      |
| Informatius i d'actualitat | Vivir cada día                     | Vivir cada día                     | 2n classificat  |
| Informatius i d'actualitat | En este país                       | En este país                       | 3r classificat  |
| Divulgatiu i cultural      | Más vale prevenir                  | Más vale prevenir                  | Guanyadora      |
| Divulgatiu i cultural      | Un mundo para ellos                | Un mundo para ellos                | 2n classificat  |
| Divulgatiu i cultural      | Mundo submarino                    | Mundo submarino                    | 3r classificat  |
| Infantil i juvenil         | D'Artacán y los tres mosqueperros' | D'Artacán y los tres mosqueperros' | Guanyadora      |
| Infantil i juvenil         | Pista libre                        | Pista libre                        | 2n classificat  |
| Infantil i juvenil         | Ulises 31                          | Ulises 31                          | 3r classificat  |
| Musical i entreteniment    | Un, dos, tres... responda otra vez | Un, dos, tres... responda otra vez | Guanyadora      |
| Musical i entreteniment    | Aplauso                            | Aplauso                            | 2n classificat  |
| Musical i entreteniment    | Estudio abierto                    | Estudio abierto                    | 3r classificat  |
| Anunci                     | Nescafé                            | Nescafé                            | Guanyadora      |
| Anunci                     | Freixenet                          | Freixenet                          | 2n classificat  |
| Anunci                     | Dodotis                            | Dodotis                            | 3r classificat  |